# Hister diadema
Hister diadema är en skalbaggsart som beskrevs av Sylvain Auguste de Marseul 1854. Hister diadema ingår i släktet Hister och familjen stumpbaggar. Inga underarter finns listade i Catalogue of Life.